# توییق
توییق (به قزاقی: Tuyyq) یک روستا در قزاقستان است که در شهرستان رحیم‌بیک واقع شده‌است. توییق ۱٬۹۳۸ متر بالاتر از سطح دریا واقع شده‌است.